# Coincya longirostra
La especie Coincya longirostra es una fanerógama que se encuentra dentro de la familia de plantas Brassicaceae o verdura que se encuentra en los hábitat rocosos o pedregales de Sierra Madrona, España, donde es especie endémica.

## Estatus de Conservación
Se estima que la especie crece de forma natural en Sierra Madrona y es endémica de esta zona. Se enumera como especie escasa y está amenazada por perdida de hábitat.

## Hábitat

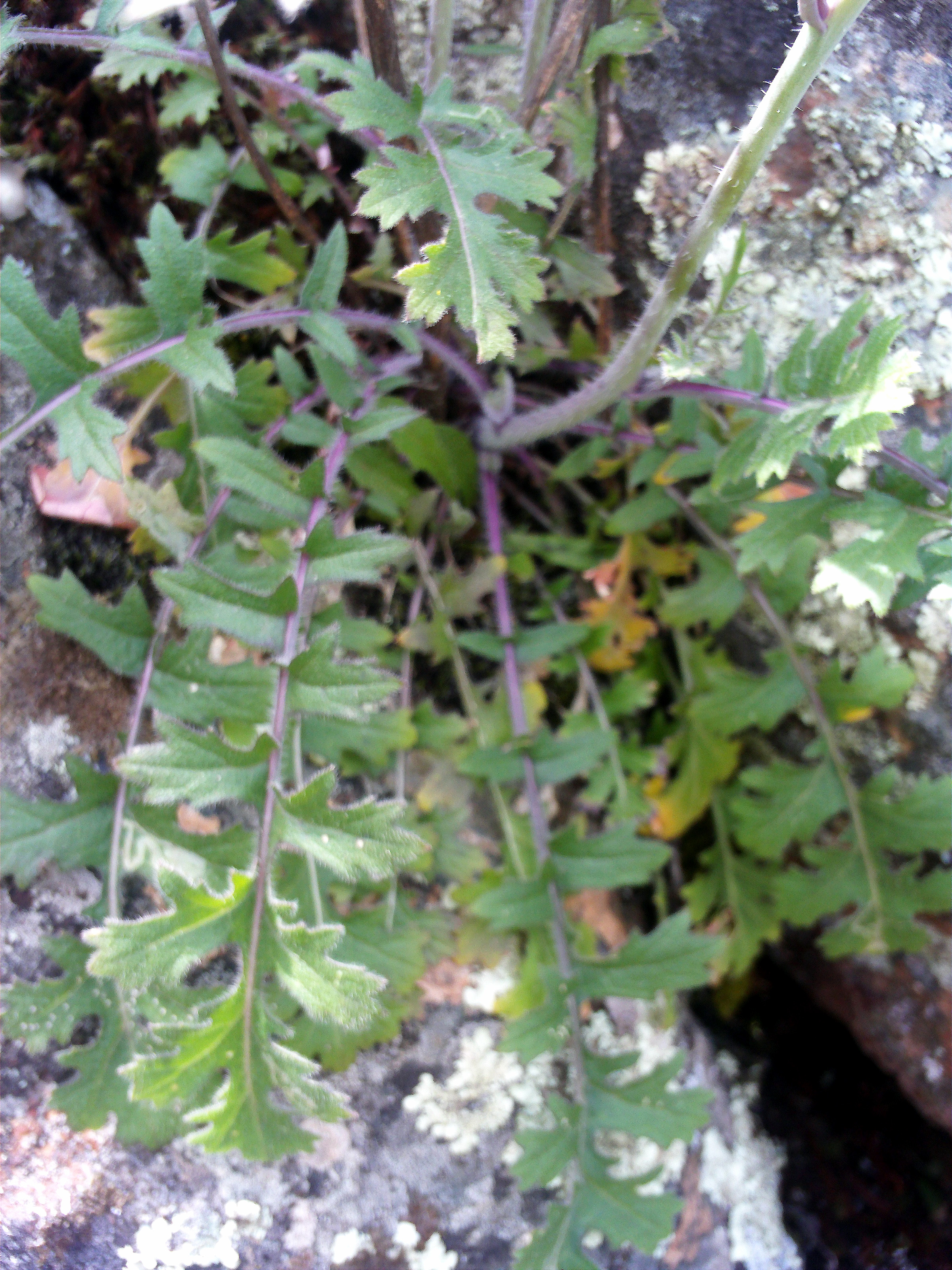
Roseta de hojas basales de Coincya longirostra.

La planta prefiere los suelos de consistencia arenosa de grano grueso, pedregales y grietas de rocas, que deben estar bien  drenados con todo húmedos. Fisuras de rocas silíceas, cuarcitas y pizarras. A veces al pie de las mismas, o sobre declives pronunciados formados del mismo material erosionado. Sobre las paredes y cornisas de desfiladeros. Se desarrolla bien en suelos pobres y a pleno sol. En alturas de 240 a 1000 m s. n. m.
Taxón con 13 poblaciones por las provincias de Córdoba, Jaén y Ciudad Real, dos no localizadas y una extinguida por obra civil. Distribución muy localizada, fragmentada y de reducido tamaño demográfico. Muy sensible a la ruderalización, la presión humana y a grandes herbívoros.

## Biología
Coincya longirostra es planta anual, a veces perenne. Tallos erectos, escasamente ramificados, glabros. 
Hojas con pelos en pecíolo, raquis y margen; las de la roseta basal de pinnatipartidas a pinnantisectas; las superiores con segmentos lineares. 

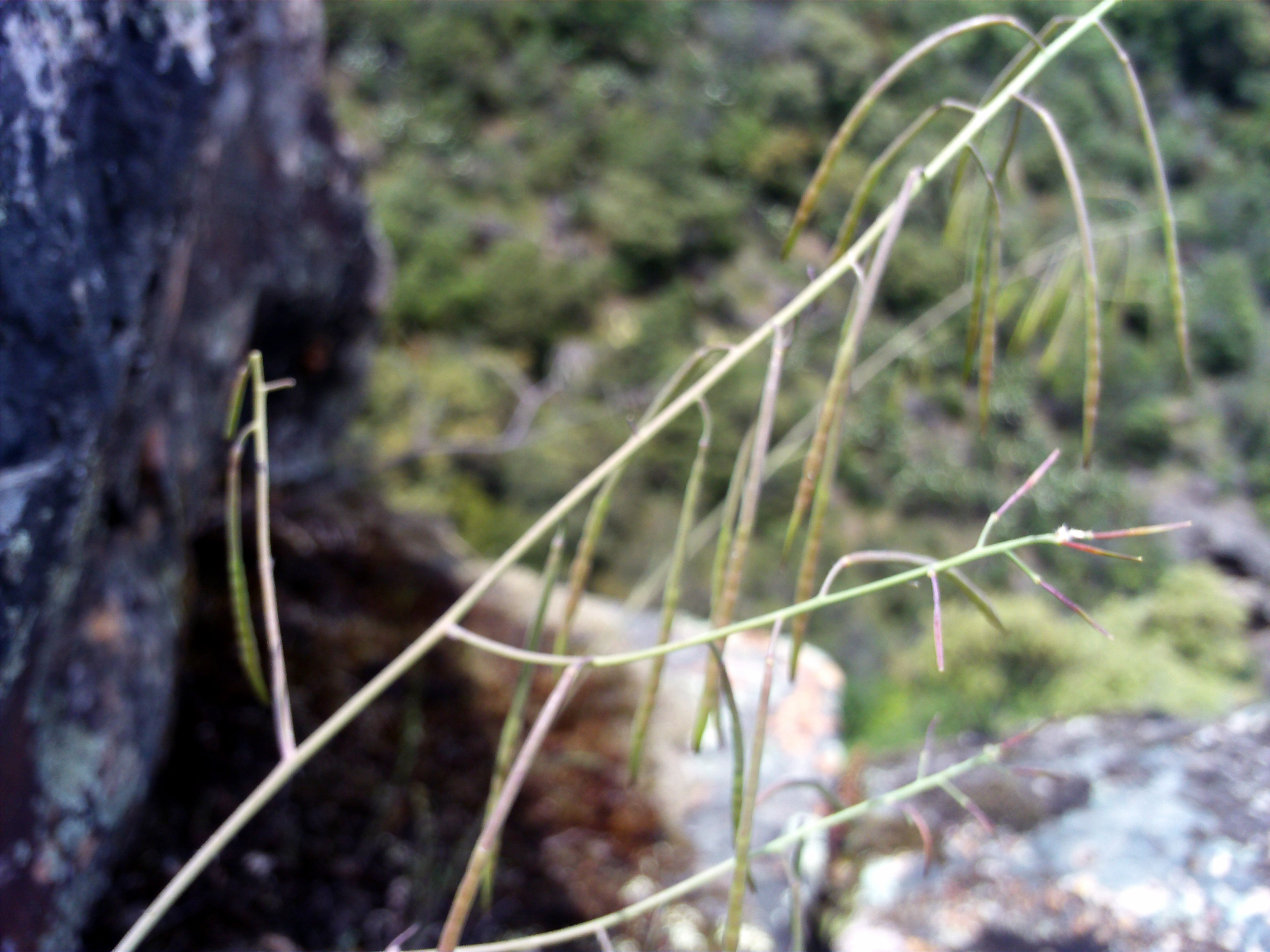
Silícuas de Coincya longirostra.

Flores en racimos, amarillo pálidas, con nervios violados. Flores hermafroditas con polinización entomófila generalista.
Silicuas péndulas;rostro hasta 3 veces más largo que las valvas. Hemicriptófito de hasta 100 cm de altura con frutos deflexos.  
La heterocarpia posibilita la dispersión escalonada en el espacio y en el tiempo de las semillas a través de la apertura y caída diferencial de las dos porciones (rostro y valva).

## Taxonomía
El género fue descrito por (Boiss.) Greuter & Burdet y publicado en Willdenowia 13(1): 87. 1983
Etimología
Coincya: nombre genérico otorgado en honor del botánico Auguste Henri Cornut de Coincy.
longirostra: epíteto
Sinonimia
- Brassica longirostra Boiss.
- Brassicella valentina subsp. longirostra (Boiss.) Font Quer
- Erucastrum longirostrum (Boiss.) Nyman
- Euzomodendron longirostrum (Boiss.) Pau
- Hutera longirostra f. occidentalis Gómez Campo
- Hutera longirostra (Boiss.) Gómez Campo
- Rhynchosinapis longirostra (Boiss.) Heywood
- Sinapis longirostra (Boiss.) Amo[3]